# SPLEEN 〜六月の風にゆれて〜
「SPLEEN 〜六月の風にゆれて〜」（スプリーン ろくがつのかぜにゆれて）は、日本の歌手である沢田研二の56枚目のシングルである。
1991年5月17日に東芝EMIのイーストワールドレーベルより発売された。

## 解説
- 同年発売のアルバム『PANORAMA』の先行シングル。
- コーラスはNOBODYが担当している。

## 収録曲
- 全編曲：鶴来正基

1. SPLEEN 〜六月の風にゆれて〜
  - 作詞：コシミハル／作曲：小林孝至
2. 2人はランデブー
  - 作詞：サエキけんぞう／作曲：吉田建